# 2A18 (D-30)

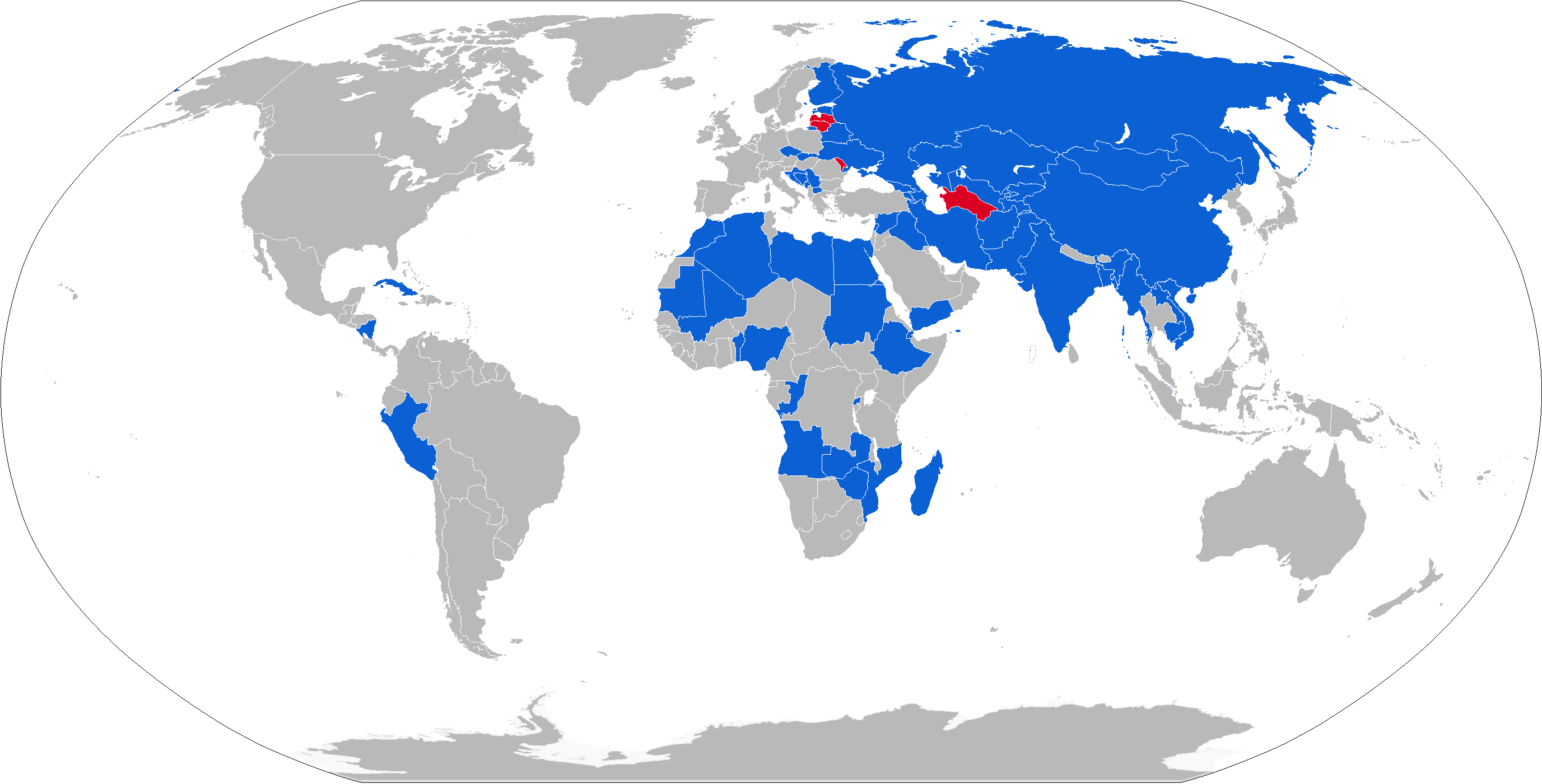
Em azul, países utilizadores do D-30

O D-30, ou 122-mm Obus D-30, é um obuseiro de artilharia de longa distância de origem soviética que entrou em serviço na década de 1960. Este canhão é utulizado por vários países, principalmente por antigos aliados da ex-União Soviética.